# خانه‌های سازمانی گروه ۳۳
خانه‌های سازمانی گروه ۳۳، شهرکی مسکونی از توابع بخش مرکزی شهرستان شهریار در استان تهران ایران است.

## جمعیت
این شهرک در دهستان جوقین قرار دارد و براساس سرشماری مرکز آمار ایران در سال ۱۳۸۵، جمعیت آن ۱٬۶۷۳ نفر (۴۸۴ خانوار) بوده‌است.